# Malovcové z Malovic
Malovcové z Malovic (též Malowetz z Malowitz) jsou starý český rod, který později povýšil do panského stavu.
Svůj původ odvozovali od tvrze Malovice u Netolic a patřili k nejvíce rozvětveným šlechtickým rodům v českých zemích.

## Historie

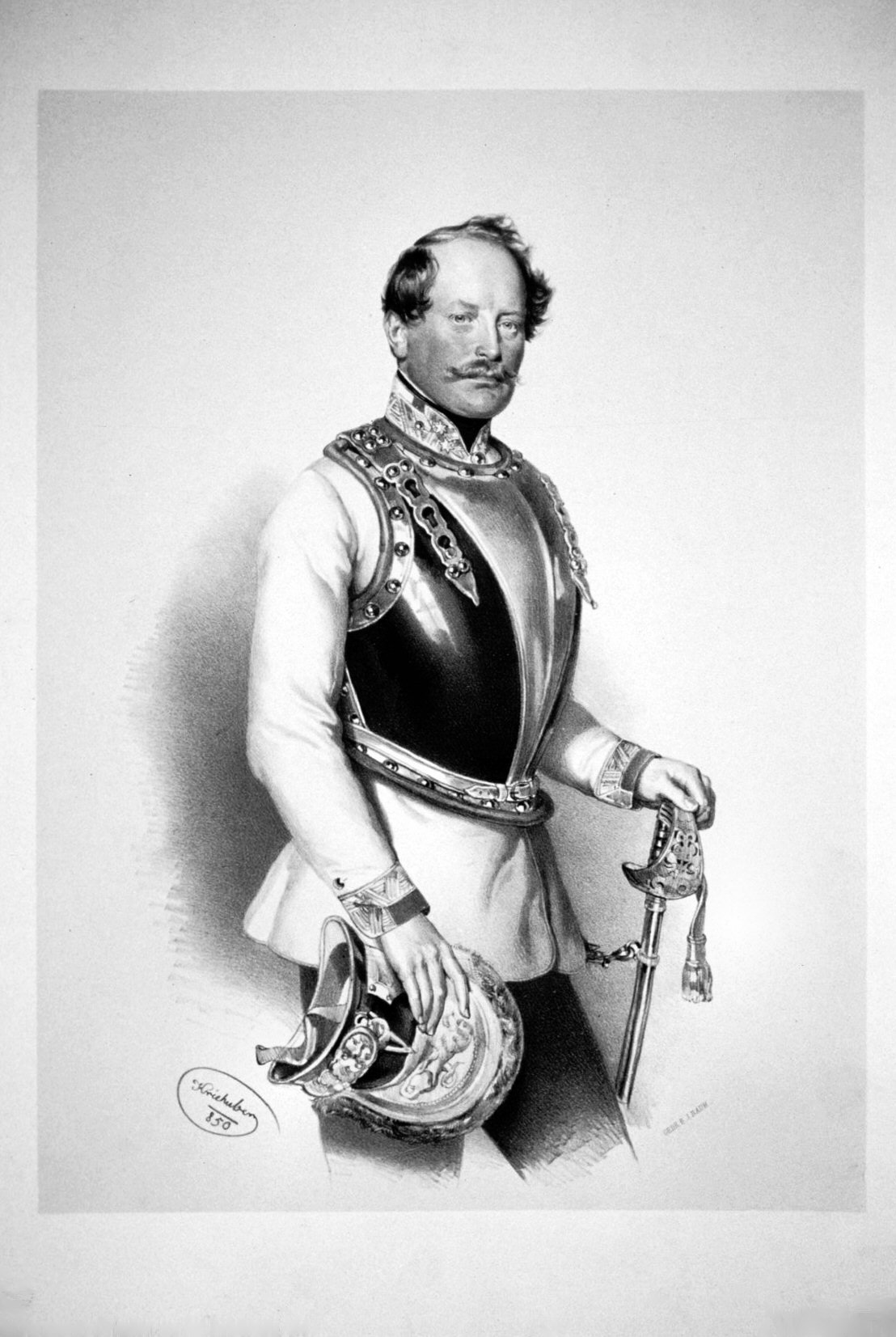
Leopold Karel Malovec z Malovic

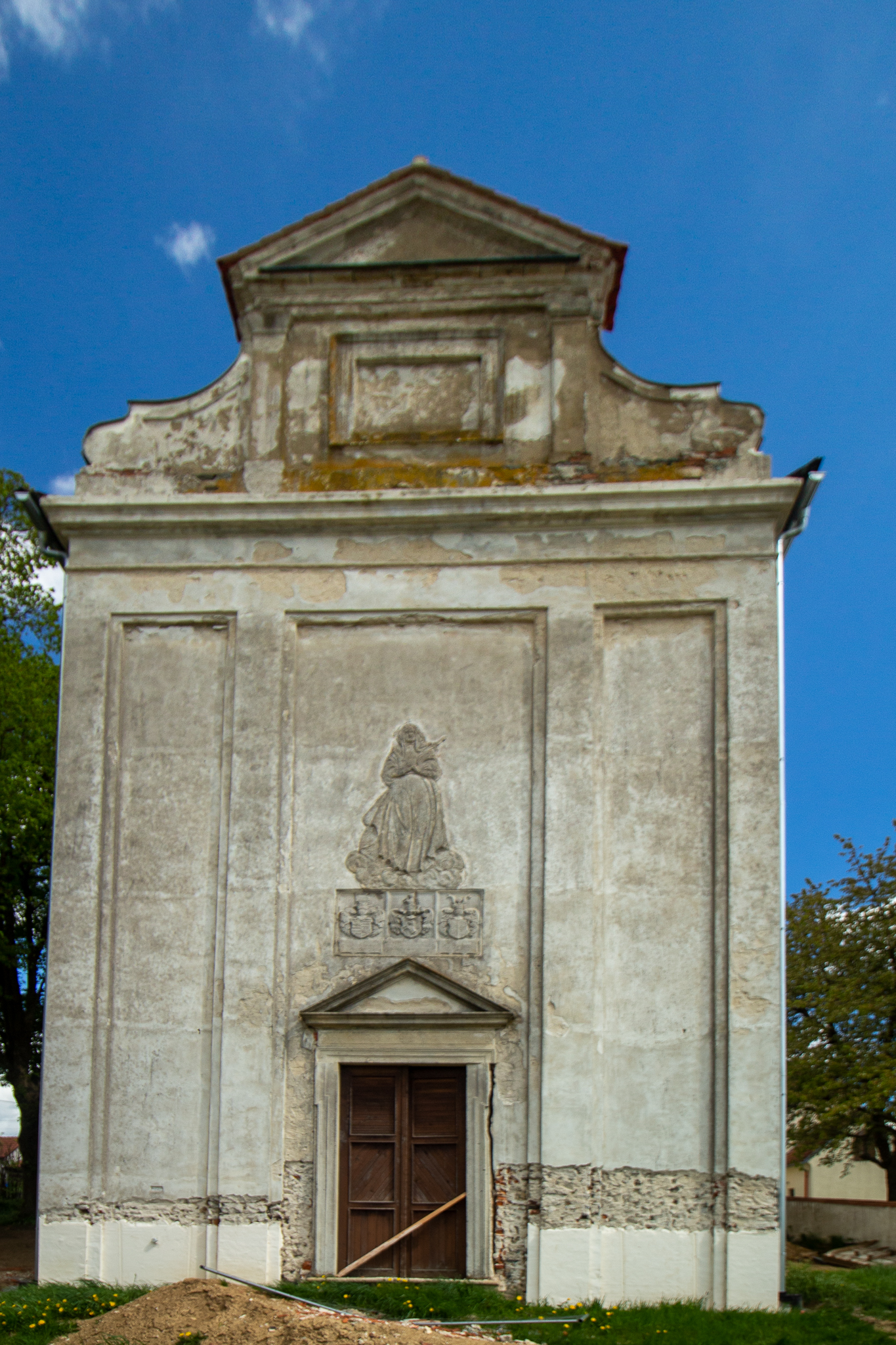
Kostel Panny Marie Bolestné s rodovou hrobkou

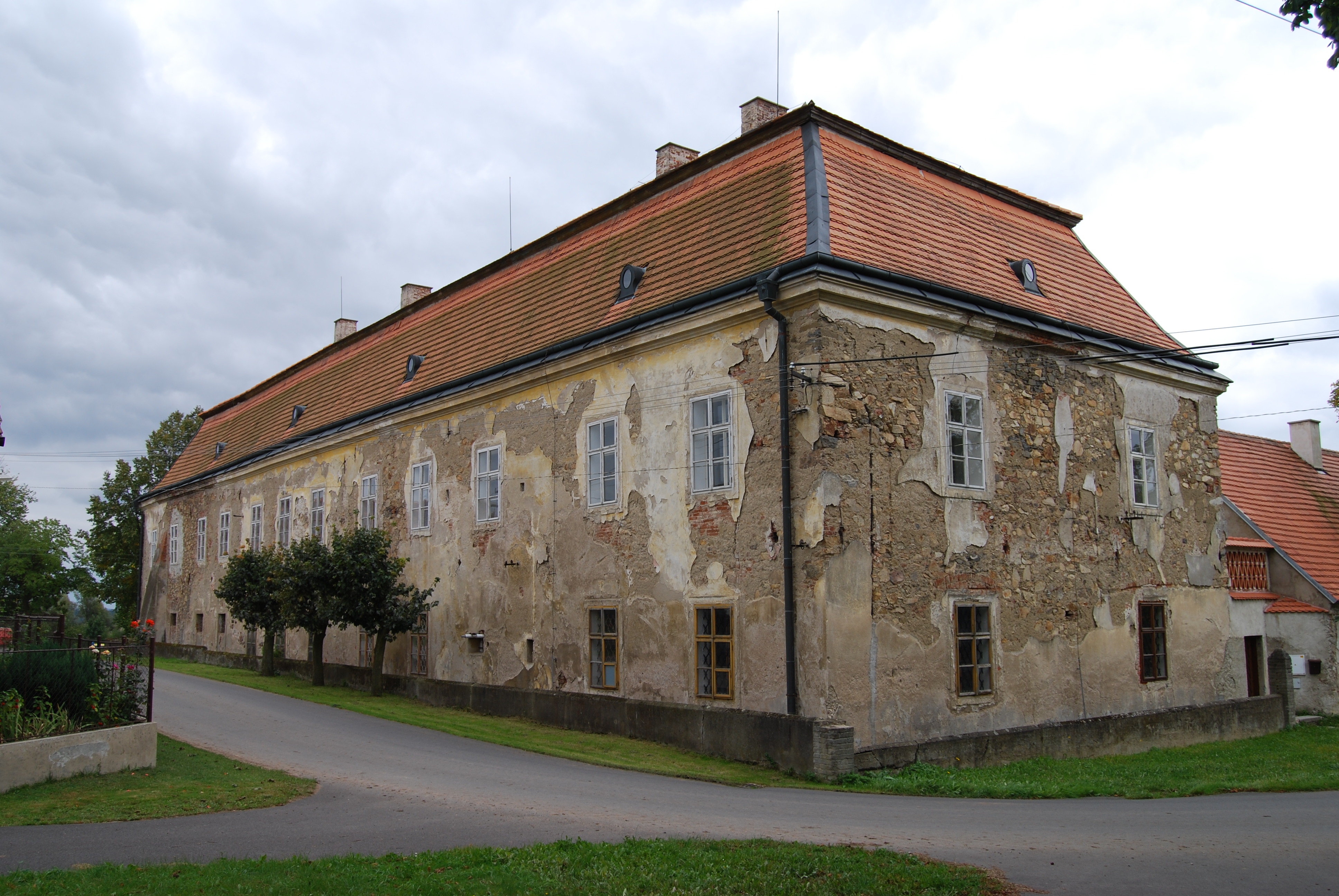
Cerhonický zámek zkonfiskovaný v roce 1623 Janu Malovcovi

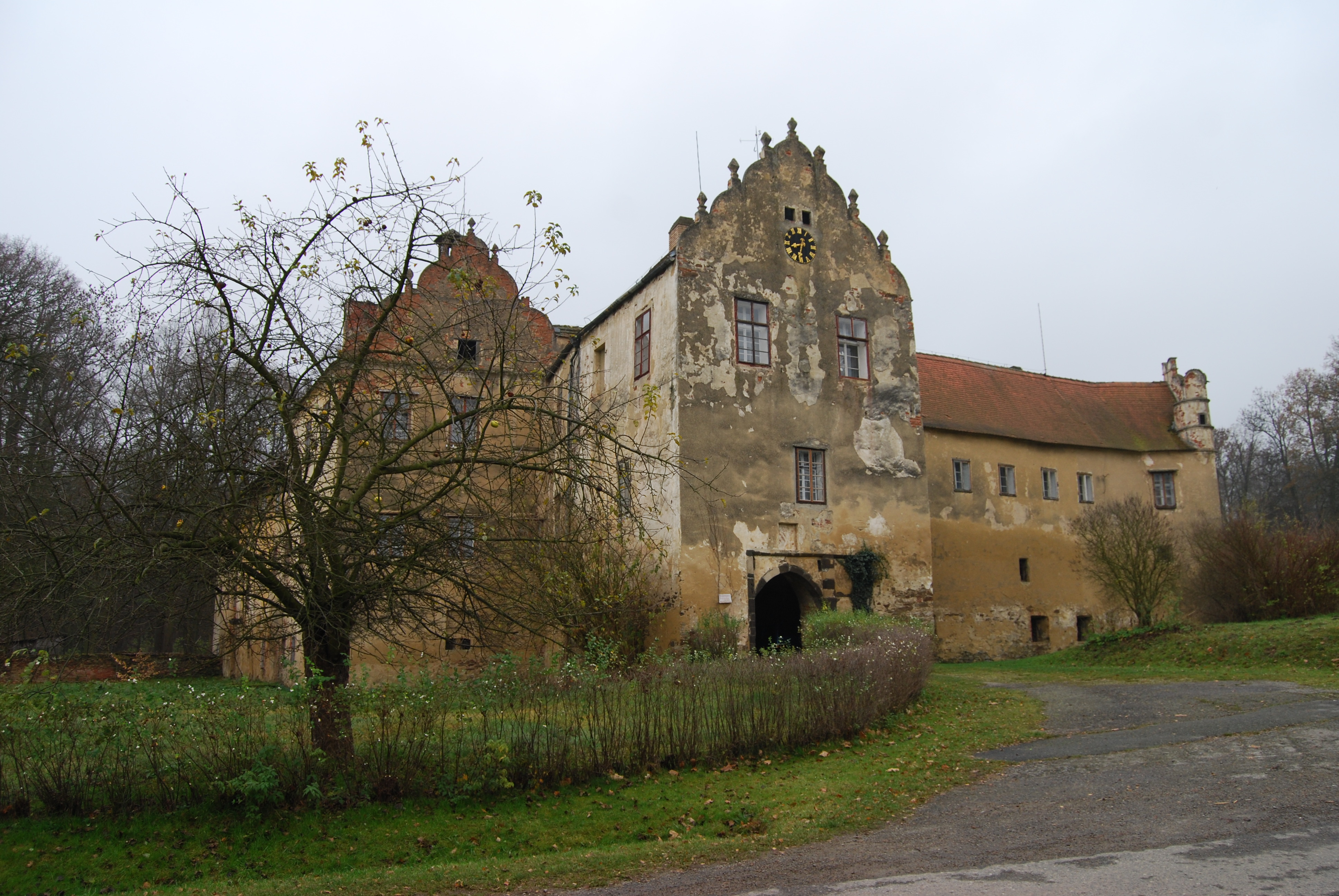
Libějovický zámek Malovcům patřil od poloviny 14. století do roku 1559.

Jako první známý předek se uvádí Bohuslav (Bohuslaus de Malowicz), rytíř žijící v jižních Čechách na počátku 14. století, jehož synové založili mnoho rodových větví.
Jedna linie se usadila v Pacově a drželi k tomu ještě Borotín. Jan se účastnil bitvy u Lipan na straně vítězné kališnicko-katolické koalice. Jeho syn Jan cestoval s mírovým poselstvem krále Jiřího z Poděbrad k papeži.
Větev z Chýnova se rozčlenila na mnoho odnoží a držela panství na jihu Čech (např. Vimperk, Březnici, Čkyni či Zdíkov). Jiří Malovec se hlásil ke katolickému náboženství, tudíž se ho nedotkly perzekuce po Bílé hoře. Roku 1638 jej povýšili do panského stavu, do kterého byl přijat i jeho synovec Petr. Jiří zdědil Liběchov, Sukorady a Újezdec. Sloužil jako zemský soudce, královský rada a purkrabí hradeckého kraje.
Další větev držela statky v Libějovicích, Chvalešovicích, Vlachově Březí, Bělči či Kosoři. Bohuslav z této linie zakoupil hlubocké a protivínské panství a časem díky dobrému hospodaření přidal i další. Jeho vnukové o toto značné jmění přišli při konfiskacích po stavovském povstání. Jiná linie pocházela z Borotína, Zbraslavic a z hradu Kámen. V letech 1671–1673 nechal Jan Kryštof Malovec v Kameni tamní kapli Panny Marie z let 1667–1671 přestavět na barokní kostel Panny Marie Bolestné s rodovou hrobkou Malovců.
Zikmund Malovec koupil v roce 1556 tvrz Hrádek, a to spolu s vesnicemi Březí, Křtěnov a Slavětice. Jeho rod držel tvrz, která byla postupně přeměněna na zámek, až do roku 1825. Dnes je v zámku Informační centrum Jaderné elektrárny Temelín.
Příslušníci rodu sloužili jako úředníci, správci, vojáci či duchovní. Mezi nejvýznamnější příslušníky rodu patřil Leopold Karel Malovec z Malovic (1812–1876), který sloužil jako císařský komorník a polní podmaršálek.
Většina příslušníků rodu vymřela v první polovině 19. století. Jedna z linií přežila do 20. století, když poslední členka rodu bydlela na pražské Malé Straně.
V osobě c. k. polního podmaršála Antonína Malovce (1846–1905) rod vymřel po meči.

## Erb

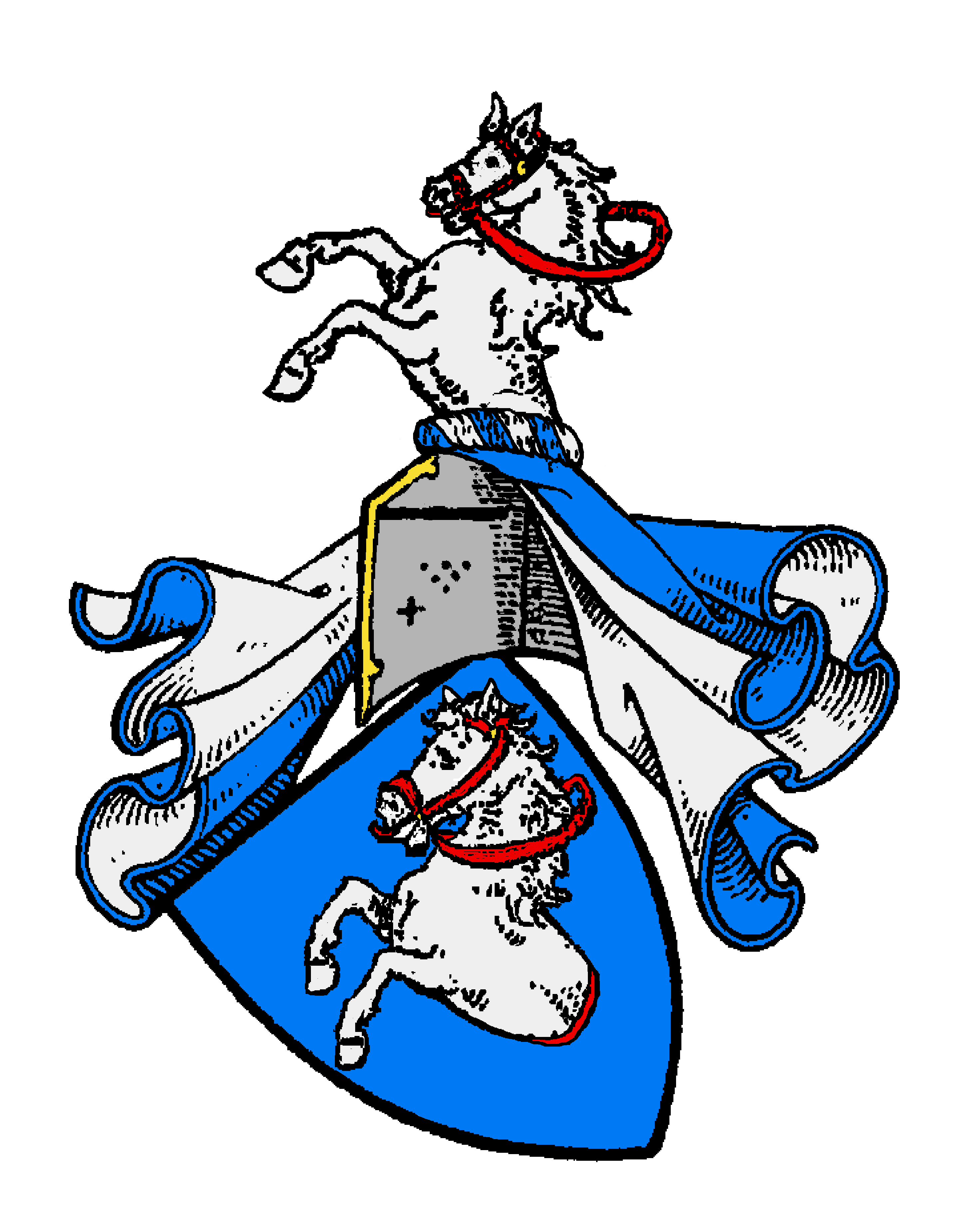
Erb Malovců z Chýnova a Vimperka

V erbu mají, podobně jako páni z Pardubic, půlku koně. Erb se liší pouze barvami, které jsou u Malovců zlatá na modrém štítu.

## Osobnosti
- Bohuslav Malovec z Malovic († asi 1608), úvěrový podnikatel z rytířského stavu, majitel panství Hluboká, na začátku 17. století druhý nejbohatší rytíř v Čechách
- Ferdinand Ignác Malovec z Chýnova (1695–1760), hejtman Prácheňského kraje
- Arnošt Vilém Malovec z Chýnova (†1770), zemský podkomoří Českého království
- Arnošt Malovec z Malovic (1807–1867), poslanec českého zemského sněmu
- Leopold Karel Malovec z Malovic (1812–1876), c. k. polní podmaršál
- Zdenko Malovec z Malovic (1820–1889), poslanec českého zemského sněmu a říšské rady
- Ludvík Malovec z Malovic (1822–1900), dvorní rada, okresní hejtman v Lounech a Hradci Králové
- Antonín Malovec z Malovic (1846–1905), c. k. polní podmaršál, velitel 13. armádního sboru